# Aron Winter
 Aron Mohammed Winter  (nacido el 1 de marzo de 1967 en Paramaribo, Surinam) es un exjugador y entrenador de fútbol surinamés, nacionalizado neerlandés. Actualmente es asistente técnico de la selección de Armenia.

## Juventud
Winter nació en Paramaribo, Surinam y se mudó a Lelystad, ubicada en los Países Bajos, a una edad temprana. Allí asistió a la escuela secundaria en Het Roer. Inicialmente jugó al fútbol con los aficionados del SV Lelystad '67, antes de cambiarse al Ajax a la edad de dieciséis años.

## Carrera como jugador
Comenzó su carrera con el equipo amateur SV Lelystad, antes de unirse al Ajax a los 19 años. Su primer partido oficial para el Ajax fue ante el FC Utrecht el 6 de abril de 1986. Ganó dos copas neerlandesas en 1987 y 1988 y el título de la primera división, Eredivisie en 1990. También ganó la Recopa de Europa en 1987 y la Copa de la UEFA en 1992.
Fue traspasado al Lazio para reemplazar a Paul Gascoigne, y jugó como centrocampista defensivo durante muchos años en la Serie A. Después de cuatro años en el Lazio en 1996 fue traspasado al Inter de Milán donde ganó la Copa de la UEFA en 1998.
Con la selección jugó los mundiales de 1990 y 1994, marcando un gol en este último ante la selección de Brasil en los cuartos de final. También fue seleccionado para jugar la Eurocopa 1992, la Eurocopa 1996 y la Copa Mundial de Fútbol de 1998, en Francia. Jugó con la selección un total de 84 veces, marcando seis goles.
En 2001, fue cedido al Sparta Rotterdam después de una discusión con el técnico del Ajax, Co Adriaanse. Jugó 32 partidos con el Sparta y marcó un gol. Terminó su carrera al año siguiente en el Ajax.

## Carrera internacional
Winter fue miembro del equipo nacional neerlandés que ganó la Eurocopa 1988, aunque no tuvo minutos en ningún encuentro. Disputó el Mundial de 1990, donde Países Bajos perdió en octavos de final contra Alemania. En la Copa Mundial de la FIFA 1994, marcó un gol contra Brasil en los cuartos de final, lo que lo convirtió en el único jugador de ascendencia india en anotar en una Copa del Mundo.
También fue seleccionado para el equipo nacional holandés para la Eurocopa 1996, así como la Copa Mundial de la FIFA de 1998 en Francia. Asimismo, disputó también la Eurocopa 2000 que se llevó a cabo en Países Bajos y Bélgica.
Habiendo representado a su equipo nacional 84 veces, anotando 6 goles, Winter es actualmente el duodécimo jugador con más partidos internacionales para el equipo nacional neerlandés.

### Participaciones en Copas del Mundo
| Mundial                        | Sede           | Resultado        | Partidos | Goles |
| ------------------------------ | -------------- | ---------------- | -------- | ----- |
| Copa Mundial de Fútbol de 1990 | Italia         | Octavos de final | 1        | 0     |
| Copa Mundial de Fútbol de 1994 | Estados Unidos | Cuartos de final | 3        | 1     |
| Copa Mundial de Fútbol de 1998 | Francia        | Cuarto puesto    | 4        | 0     |

### Participaciones en Eurocopas
| Eurocopa      | Sede                   | Resultado        |
| ------------- | ---------------------- | ---------------- |
| Eurocopa 1988 | Alemania               | Campeón          |
| Eurocopa 1992 | Suecia                 | Semifinales      |
| Eurocopa 1996 | Inglaterra             | Octavos de final |
| Eurocopa 2000 | Países Bajos / Bélgica | Semifinal        |

## Carrera como entrenador
El 7 de diciembre de 2005, Winter recibió el diploma de entrenador de fútbol profesional, que le permitió comenzar una carrera como entrenador. En 2006 se convirtió en entrenador de las promesas del Ajax, de donde salió en 2009. El 14 de diciembre de 2010, Winter fue elegido miembro del Consejo de Miembros del Ajax. Esto sucedió después de una llamada de Johan Cruyff para conseguir más exjugadores de fútbol en el Consejo de Miembros.
Después de tres años como entrenador asistente del primer equipo de la academia del Ajax, Winter firmó un contrato de tres años con el equipo canadiense Toronto FC el 6 de enero de 2011. Winter trajo a su ex colega Bob de Klerk del Ajax para que fuera su entrenador asistente, mientras que Paul Mariner también fue contratado el mismo día como director de desarrollo de jugadores. Después de un decepcionante inicio de temporada contra el Vancouver Whitecaps que terminó con una derrota fuera de casa por 4-2 el 19 de marzo, Winter ganó su primer partido como entrenador la semana siguiente contra el Portland Timbers 2-0 en Toronto.
Winter ganó su primer trofeo con Toronto a principios de julio cuando sus dirigidos derrotaron al Vancouver por 3-2 en el global para capturar su tercer Campeonato Canadiense consecutivo, y así ganar un lugar en la Liga de Campeones CONCACAF 2011-12. Winter luego guio a Toronto a las semifinales de la Liga de Campeones, la primera vez que un club canadiense había progresado tanto en la competencia.
Sin embargo, Toronto comenzó la temporada 2012 de la MLS con nueve derrotas consecutivas, el peor comienzo de temporada en la historia de la MLS. Toronto ganó su décimo partido 1-0 frente a Philadelphia el 26 de mayo de 2012, pero no fue suficiente para salvar el trabajo de Winter, ya que el club anunció el 7 de junio de 2012 que sería reemplazado por el director de desarrollo de jugadores, Paul Mariner.
En agosto de 2016, Winter sucedió a Patrick Kluivert como técnico del Ajax sub-19, con el que se proclamó campeón esa misma temporada. En julio de 2017, Winter se convirtió en entrenador asistente en Ajax con Erik ten Hag. A fines de julio de 2019, Winter fue nombrado segundo entrenador de Grecia, bajo la dirección de John van 't Schip.
El 6 de septiembre de 2022, Winter fue anunciado como entrenador interino de Surinam. El neerlandés sustituyó a Stanley Menzo, quien estuvo al frente del equipo durante siete meses antes de irse a trabajar al Beijing Guoan.Sin embargo, el 8 de enero de 2024, fue relevado de sus funciones luego de no cumplir con los objetivos planteados.

## Clubes

### Como jugador
| Club                      | País         | Año       | Partidos | Goles |
| ------------------------- | ------------ | --------- | -------- | ----- |
| Ajax                      | Países Bajos | 1986-1992 | 187      | 46    |
| Lazio                     | Italia       | 1992-1996 | 123      | 21    |
| Inter de Milán            | Italia       | 1996-1999 | 77       | 1     |
| Ajax                      | Países Bajos | 1999-2003 | 51       | 4     |
| Sparta Rotterdam (cedido) | Países Bajos | 2001-2002 | 32       | 1     |

### Como entrenador
| Club                                 | País         | Año       |
| ------------------------------------ | ------------ | --------- |
| Ajax A2                              | Países Bajos | 2007-2009 |
| Toronto FC                           | Canadá       | 2011-2012 |
| Selección sub-19 de los Países Bajos | Países Bajos | 2014-2016 |
| Ajax sub-19                          | Países Bajos | 2016-2017 |
| Selección de Surinam                 | Surinam      | 2022-2024 |

## Palmarés

### Como jugador

#### Campeonatos nacionales
| Título                   | Club | País         | Año     |
| ------------------------ | ---- | ------------ | ------- |
| Copa de los Países Bajos | Ajax | Países Bajos | 1986-87 |
| Eredivisie               | Ajax | Países Bajos | 1989-90 |

#### Campeonatos internacionales
| Título           | Equipo         | Sede                | Año     |
| ---------------- | -------------- | ------------------- | ------- |
| Recopa de Europa | Ajax           | Atenas              | 1986-87 |
| Eurocopa         | Países Bajos   | Alemania Occidental | 1988    |
| Copa de la UEFA  | Ajax           | Ámsterdam           | 1991-92 |
| Copa de la UEFA  | Inter de Milán | París               | 1997-98 |

### Como entrenador

#### Campeonatos nacionales
| Título                | Club       | País   | Año  |
| --------------------- | ---------- | ------ | ---- |
| Campeonato Canadiense | Toronto FC | Canadá | 2011 |
| Campeonato Canadiense | Toronto FC | Canadá | 2012 |

### Distinciones individuales
| Distinción                          | Año  |
| ----------------------------------- | ---- |
| Talento del año en los Países Bajos | 1986 |